# Mušič
Mušič je priimek več znanih Slovencev:
- Aleš Mušič (*1982), hokejist
- Alojz Mušič (1900–1985), publicist
- Avgust Mušič (August Musić) (1856–1938), jezikoslovec, šolnik, klasični filolog, univerzitetni profesor, akademik
- Barbara Mušič (*1975), urbanistka
- Boris Mušič (1930–2016), zdravnik ginekolog
- Branko Mušič (*1963), geolog in arheolog
- Drago Mušič (1899–1993), zdravnik, medicinski publicist, zdravstveni organizator (graditelj bolnišnic)
- Drago Mušič (*1971), judoist
- Deja Mušič (*1962), pevka
- Dunja Mušič, zgodovinarka, arhivistka
- Ema Mušič (*1941), zdravnica pulmologinja in alergologinja
- Gašper Mušič (*1967), elektrotehnik, avtomatik, univ. prof.
- Irena Mušič Habjan (*1967), kemičarka, alpinistka, gorska reševalka, soavtorica vodnikov
- Janez Mušič (1931–1973), arhitekt
- Janez Mušič (1938–2011), urednik, publicist, prevajalec
- Jože Mušič (1929–2001), gradbenik, gospodarstvenik
- Jože Mušič (*1935), fotograf, pomorščak
- Jurij Mušič (1898–1967), preporodovec, vojaški pisec, zgodovinar
- Ljuban Mušič (1912–2005), športnik, farmacevt, izumitelj
- Lojze Mušič, slikar
- Marjan Mušič (1904–1984), arhitekt, konservator, univ. profesor, publicist, akademik
- Marjan ("Zula") Mušič (Marjan ml.), arhitekt
- Marko Mušič (*1941), arhitekt, akademik
- Miha Mušič (1870–1955), goslar, strok. učitelj za glasbila na tehniški srednji šoli v Lj
- Miklavž Mušič (1931–2001), arhitekt, grafični oblikovalec
- Niko Mušič (*1932), fotograf
- Seta Mušič (r. Jelisaveta Jurković) (1930–2017), arhitektka, TV-scenografka
- Vladimir Mušič (1893–1973), arhitekt, gradbenik
- Vladimir Braco Mušič (1930–2014), arhitekt in urbanist, univ. prof.
- Zoran Mušič (1909–2005), slikar in grafik (slovensko-italijansko-francoski), akademik